# دافيدي سوتشي
دافيدي سوتشي (بالإيطالية: Davide Succi)‏ (مواليد 11 أكتوبر 1981 في بولونيا - إيطاليا) لاعب كرة قدم إيطالي يلعب حاليا لصالح نادي الدرجة الأولى باليرمو الإيطالي منذ 2008 في مركز المهاجم .

## روابط خارجية
- دافيدي سوتشي على موقع قاعدة بيانات كرة القدم.إي يو (الإنجليزية)
- دافيدي سوتشي على موقع Soccerway.com (الإنجليزية)
- دافيدي سوتشي على موقع كووورة
- دافيدي سوتشي على موقع AS.com (الإسبانية)